# Bartolomeo da Trento
Bartolomeo da Trento, o Bartholomaeus Tridentinus (Novacella, 1190 ca. – Trento, 1251 ca.), è stato frate domenicano, priore del convento di San Lorenzo a Trento, legato papale e agiografo.

## Biografia

### Il periodo agostiniano a Novacella
Bartolomeo da Trento nacque intorno al 1190, nei pressi di Novacella, oggi una frazione del comune di Varna, nella provincia autonoma di Bolzano. Fu molto legato alla madre, Beata, che lo avviò alla vita monastica e lo fece entrare, ancora bambino, nell’abbazia agostiniana di Novacella. Una volta restata vedova, Beata divenne monaca o terziaria domenicana e morì nel 1237. A Novacella Bartolomeo frequentò la schola del monastero, istituita a partire dalla metà del XII secolo e nota per gli insegnamenti nel campo figurativo e scritturale Qui Bartolomeo iniziò a studiare la teologia e la lingua latina e a formare l'ampio bagaglio di conoscenze bibliche e patristiche che emerge dalle sue opere.

### Fra Bartolomeo e il trasferimento a Trento
Non è noto a quale età Bartolomeo abbia ricevuto l’ordinazione sacerdotale né quando sia passato dall’ordine monastico agostiniano a quello dei frati predicatori domenicani. Una volta congedato dagli agostiniani, Bartolomeo si spostò a Bologna: il trasferimento avvenne sicuramente dopo la morte di Domenico, avvenuta nella città il 6 agosto 1221; ma prima della translatio del corpo del santo, avvenuta nel 1233, a cui Bartolomeo prese parte. A Bologna conobbe la prima generazione di domenicani, tra cui Giordano di Sassonia - da cui forse ricevette l’abito -  e Pietro martire. Nonostante la distanza e il passaggio ai Predicatori, Bartolomeo si mantenne per tutta la vita in contatto epistolare con i monaci di Novacella. Come domenicano venne spostato a Trento, da cui l’appellativo di Bartholomaeus Tridentinus, nell’ex abbazia benedettina di San Lorenzo, ceduta ai domenicani il 29 giugno 1234. Bartolomeo fu presente alla cessione, come risulta dalle cronache dell'evento, che lo citano per primo tra i domenicani vista la sua autorità.

### Viaggi e missioni diplomatiche
Bartolomeo fece diversi viaggi nel corso della sua vita: fu sicuramente a Padova, a Verona, a Trento, a Roma, ad Anagni e in Campania. A Trento o a Verona conobbe Antonio da Padova. Nel 1235 era in Francia, a Nizza, e nel 1236 di nuovo a Trento, dove fu priore del convento per almeno due anni. Viste le sue grandi doti diplomatiche, fra Bartolomeo fu incaricato dai Papi di delicate missioni: nel 1238 incontrò Gregorio IX ad Anagni e lo seguì a Roma, dove si stabilì per un periodo. Nel 1241 Gregorio lo incaricò di una missione diplomatica presso la corte imperiale di Federico II. Probabilmente Bartolomeo venne scelto per l’incarico - oltre che per le sue doti - per la sua precedente conoscenza con l’imperatore, avvenuta durante le vicende di secolarizzazione del principato vescovile di Trento, e per la sua tendenza filoimperiale, condivisa in generale dall'ordine domenicano. Non appena Innocenzo IV venne eletto Papa nel 1243, Bartolomeo fu scelto come nunzio apostolico per raggiungere l’imperatore a Benevento. Nel 1244 tornò a Roma come membro di una legazione imperiale di pace, con la quale partecipò alle sedute in Laterano.

### Il ritorno a Trento e la morte
Nell'agosto del 1244 Bartolomeo lasciò Roma, da cui riportò diverse reliquie, e tornò a Trento, presso il convento di S. Lorenzo, dove iniziò a scrivere le sue due opere principali, ossia il Liber Epilogorum in gesta sanctorum e il Liber miraculorum beatae Marie virginis. Da questo momento rimase stabilmente a Trento, tranne per qualche viaggio occasionale a Verona e a Novacella. Smise definitivamente di occuparsi di incarichi ufficiali, soprattutto dopo il 6 dicembre 1248, quando Papa Innocenzo IV gli revocò le immunità e i privilegi di cui aveva goduto fino a quel momento in qualità di ambasciatore. Si occupò della stesura delle sue due opere fino alla morte, che lo colse a Trento tra 1250-1255, più probabilmente nel 1251.

## Liber epilogorum in gesta sanctorum
Il Liber epilogorum in gesta sanctorum o, più sinteticamente, Epilogus, è la principale opera di Bartolomeo da Trento. Si tratta di una raccolta di vite di santi - ascrivibile al genere delle agiografie abbreviate, tipico del XIII secolo – che anticipa e fornisce ampio materiale alla più nota Legenda Aurea di Jacopo da Varazze.

### Redazioni
L'Epilogus presenta almeno due redazioni d’autore (secondo alcuni tre). La prima venne composta tra la fine del 1244 e il 1246. La seconda è di più difficile datazione perché non nasce da un processo di correzione sistematico e cronologicamente concentrato, ma da interventi occasionali e diluiti nel tempo. In ogni caso Bartolomeo lavorò fino alla morte alla sua opera, introducendo alcune modifiche anche all’altezza del 1251.

### Struttura
L'Epilogus è composto da 355 capitoli - 353 nella prima stesura - di diversa struttura ed estensione, ma per lo più brevi. La stesura definitiva comprende: 280 vite di santi organizzate per circulus anni (ossia secondo il calendario liturgico), 15 trattazioni su Cristo e la Vergine, 60 prediche per le feste liturgiche. Il Liber epilogorum è dotato anche di un prologo, di una tabula - ossia una sorta di indice che fornisce l’elenco dei capitoli - e di un explicit, dove Bartolomeo dichiara lo scopo dell’opera: fornire materiale compendiato ai predicatori per l’edificazione dei fedeli.

### Tipi di santi
Le vite dei santi presenti nell'Epilogus sono strutturate per lo più in questo modo: indicazione del contesto geografico e storico del santo (anche mediante riferimenti a personaggi di rilievo del suo tempo); descrizione delle sue virtù, dell'eventuale martirio o delle modalità di morte; infine indicazione del luogo di sepoltura, delle eventuali traslazioni delle sue reliquie e dei miracoli post mortem. 
Per il 70% i santi dell'Epilogus coincidono con quelli presenti al tempo nei calendari liturgici della curia romana. Ma l’agiografia di Bartolomeo risulta di maggior respiro e introduce, oltre a quelli canonici, altri 130 santi: si tratta soprattutto di santi venerati a livello locale a Trento e dintorni (per esempio san Vigilio, patrono di Trento), ma anche di santi contemporanei, di santi vissuti oltralpe e di santi non riconducibili né al culto locale né a quello di Roma, introdotti più per ragioni storiche che di culto.

### Idea politica e rapporto con il proprio tempo
La scelta di inserire nell'Epilogus santi vissuti oltralpe, soprattutto santi carolingi, ha anche una finalità politica, ossia dimostrare la storica e necessaria concordia tra Impero e Chiesa. Per lo stesso motivo è molto presente nell’opera la figura di Carlo Magno. Secondo Bartolomeo l’Impero deve impegnarsi ad affiancare la Chiesa e tutelarne gli interessi, proprio come avveniva al tempo del regno carolingio. Fra Bartolomeo fu quindi sostenitore della concordia tra potere temporale e spirituale, ma non è possibile arrivare a dichiarare un suo orientamento ghibellino. È però vero che, per la sua tendenza filoimperiale, l'Epilogus venne guardato con sospetto dalle autorità ecclesiastiche: anche per questo motivo - oltre che per il carattere rielaborativo del genere agiografico - venne ampiamente modificato dai copisti, che ne trassero solo degli estratti ideologicamente non pericolosi.
Anche l’introduzione di vite di santi contemporanei è connotata ideologicamente, in quanto dimostrazione del fatto che la santità è ancora possibile nel mondo. Dall'Epilogus emerge infatti la spiritualità positiva di Bartolomeo e la sua serenità di giudizio nei confronti del proprio presente. Nell’opera soltanto due sono i riferimenti negativi alla contemporaneità, ma hanno più il sapore del topos letterario che della riflessione ragionata. In Bartolomeo non c’è nessuna ossessione escatologica, più frequente in Jacopo da Varraze. L’autore è consapevole della crisi che la cristianità sta attraversando, ma mantiene una certa tranquillità storica.

### Scopo e autorialità
Il principale proposito di Bartolomeo è quello di realizzare uno strumento agiografico utile per la predicazione. Per prima cosa, si preoccupa di raccogliere in un unico volume le più importanti leggende in circolazione su Cristo, la Vergine e i santi, in modo da evitare ai confratelli domenicani la consultazione di libri numerosi e difficili da reperire. Poi sottopone il materiale raccolto a un processo di abbreviazione, per renderlo adatto alla dimensione del parlato e ai tempi della predica. Bartolomeo agisce quindi in modo affine ai contemporanei Jean de Mailly e Rodrigo di Cerrato, anch’essi impegnati nella seconda metà del XIII secolo a confezionare leggendari abbreviati. Ma a differenza loro, si mostra dispiaciuto di dover sacrificare le raccolte agiografiche di tipo tradizionale, cosa a cui acconsente solo per venire incontro alle preghiere dei confratelli. Infine bisogna ricordare che lo scopo ultimo di Bartolomeo e dell'agiografia abbreviata in generale resta quello di edificare i fedeli.
Per quanto il genere agiografico porti alla mortificazione dell’autore e a un riuso anonimo dell’opera, nell'Epilogus emerge la personalità dell’autore, a partire dalla firma finale, dove il nome Bartolomeo è ripetuto per ben tre volte in poliptoto:
La voce dell’autore emerge anche nei passi in cui Bartolomeo si vanta di aver visto di persona i miracoli, di essere stato informato direttamente dei fatti o di aver conosciuto i personaggi di cui si parla. Fornire dettagli personali, e non solo ragionamenti astratti, è un anche modo per ottenere il coinvolgimento emotivo del lettore e per dichiarare la veridicità e l’attualità delle vicende narrate.

### Fonti dell'Epilogus
Nell'Epilogus raramente la fonte della notizia è esplicitata. Oltre a non meglio precisate cronache o atti conciliari, Bartolomeo cita apertamente Agostino, Girolamo, Gennadio di Marsiglia, Giuseppe Flavio, Gregorio Magno, Isidoro di Siviglia, Paolo Diacono e le Vitae patrum. Ma deve aver attinto anche dall'Historia ecclesiastica di Eusebio e dall'Historia sholastica di Pietro Comestore. Fonti principali sono anche le epistole paoline, i Padri della Chiesa e il Rationale divini offici di Giovanni Beleth. La Bibbia è molto presente, attraverso citazioni letterali o indirette. Bartolomeo ha utilizzato materiali provenienti da annali, memorie, cronache, biografie, martirologi senza contare che alcuni exempla hanno origine araba e orientale o provengono dalla tradizione orale e dall’arte figurativa. Sono invece del tutto assenti gli autori classici. In ogni caso Bartolomeo non riprende mai in modo letterale la sua fonte, ma la rielabora sempre. Inoltre talvolta ha un atteggiamento critico nei confronti dell’opera che abbrevia e si mostra dubbioso di fronte al modello, anche se non arriva mai a modificare radicalmente la tradizione.

### Stile
L'Epilogus cerca di mantenere uno stile colloquiale, ma vi emerge un certo colorito retorico. I periodi si aprono solitamente con ablativi assoluti, cum narrativi, nessi temporali e si snodano in subordinate o coordinate polisindetiche, con verbo solitamente in ultima posizione. A volte si inseriscono anche degli esametri. Bartolomeo adotta il cursus, soprattutto planus, in circa il 75% delle clausole; ma sembra usarlo più per meccanismo istintivo che per ragionamento ponderato. Il processo di limatura stilistica che emerge nella seconda redazione mostra il carattere letterario dell’opera. Sono presenti omoteleuti, chiasmi, antitesi, poliptoti, anafore, interrogative calzanti e in alcuni casi delle parentesi descrittive che sfiorano quasi il lirismo.

### Tradizione manoscritta
Tra prima e seconda redazione d’autore possediamo oggi 23 manoscritti, nessuno dei quali - anche a causa di lacune e mutilazioni - tramanda lo stesso numero di episodi e un’identica disposizione dei capitoli. Nessun manoscritto è autografo o idiografo.
Manoscritti dell'Epilogus:
- Admont, Bibliothek des Benediktinerstifts, 681, ff. 1r-129r
- Augsburg, Universitätsbibliothek, II.1.4° 8
- Bologna, Biblioteca Universitaria, 1794 (lat. 929), ff. 1ra-70vb
- Bologna, Biblioteca Universitaria, 2230 (lat. 1098), ff. 3r-71v
- Chiari (Brescia), Biblioteca Morcelliana, s.n. (Mazzatinti n. 5), ff. 1ra-83rb
- Città del Vaticano, Biblioteca Apostolica Vaticana, Barb. lat. 2300, ff. 1ra-24vb
- Gdansk, Biblioteka Gdanska Polskiej Akademii Nauk, Mar. Q. 67, ff. 118v-162r
- Graz, Universitätsbibliothek, 753 (40/60 Folio), ff. 204va-264v
- Graz, Universitätsbibliothek, 928 (35/4 Quarto)
- Graz, Universitätsbibliothek, 1703/64
- Klosterneuburg, Bibliothek des Augustiner Chorherrenstiftes, 1236, ff. 2-89v, 92r-100r, 102r-104
- London, British Library, Add. 18360, ff. 1r-155ra
- London, British Library, Arundel 330, ff. 1r-78v
- Luzern, Zentral- und Hochschulbibliothek, KB 27 8°, ff. 3ra-84vb
- München, Bayerische Staatsbibliothek, Clm 12657, ff. 41v-87v
- München, Bayerische Staatsbibliothek, Clm 19528, ff. 1rb-122vb
- Nürnberg, Stadtbibliothek, Cent. II, 57, ff. 2ra-75va
- Padova, Biblioteca Antoniana, Manoscritti 470, ff. 204ra-270ra
- Padova, Biblioteca Antoniana, Manoscritti 477, ff. 118ra-138vb
- Philadelphia, PA, University of Pennsylvania Library. Rare Book and Manuscript Library, 563 (olim Lea 98), ff. Ir-IVr
- Rovereto (Trento), Biblioteca Civica «Girolamo Tartarotti», 8.33, ff. 86r-93v
- Sankt Paul im Lavanttal, Bibliothek des Benediktinerstifts, 124/3 (26.1.24), ff. 3ra-74vb
- Stuttgart, Württembergische Landesbibliothek, Donaueschingen 448, ff. 1ra-97va
- Trento, Biblioteca Comunale, 197, pp. 1-509
- Trento, Biblioteca Comunale, 1573 I, ff. 10vb-11vb
- Trento, Biblioteca Comunale, 3623, pp. 1-211 + [2]-[9]
- Zwettl, Bibliothek des Zisterzienserstifts, 322, ff. 2ra-124vb

## Liber miraculorum beatae Marie virginis
Il Liber miraculorum beatae Marie virginis, una raccolta di miracoli mariani, è l’opera più importante di Bartolomeo da Trento dopo l'Epilogus. Il testo restò del tutto sconosciuto fino a quando nel 1946 Ivo Paltrinieri e Giovanni Sangalli si accorsero che il codice 1794 (lat. 929) della biblioteca universitaria di Bologna (XIV secolo), già segnalato in quanto contenente l'Epilogus, riportava anche l’altra opera dell’autore. Il titolo non è originale, ma scelto dai due studiosi.

### Contenuto
Il Liber miraculorum è una raccolta di miracoli della Vergine, genere abbastanza diffuso nel XIII secolo. Bartolomeo dà però un’impostazione personale all’opera, che presenta ben 50 episodi autobiografici, molti se si considera la tendenza del Medioevo a celare l'autorialità. Il testo è databile 1244-1251, è cioè contemporaneo all'Epilogus: probabilmente Bartolomeo - mentre raccoglieva il materiale per la sua agiografia abbreviata - si era imbattuto in molti racconti sui miracoli della Vergine, tanto da pensare di raccoglierli in un libro a sé stante. Il Liber miraculorum contiene ben 218 episodi: molti di questi sono attinti da fonti precedenti (di cui si eliminano però gli aspetti più popolari e fantasiosi), altri compaiono in questo contesto per la prima volta. Si tratta soprattutto di resoconti di episodi di vita di monaci, chierici, ladri, soldati, gentiluomini... che trovano la pace grazie all’intercessione della Vergine, la quale perdona loro i peccati. Il Liber miraculorum costituisce la più estesa raccolta medievale di leggende mariane ed è fonte per molti autori e agiografi successivi, in particolare Vincenzo di Beauvais, Jacopo da Varazze, Pietro Calò, Stefano di Besançon, Stefano di Borbone e Tommaso di Cantimpré.

### Fonti
Tutti i miracoli mariani inseriti nell'Epilogus sono riportati anche nel Liber miraculorum, ma in quest’opera l’autore tende ad accrescere la bellezza e l’interesse dell’episodio grazie all’aggiunta di nuovi particolari. La sua principale fonte è il Liber de miraculis sancte Dei Genitricis Marie, erroneamente attribuito a Potho di Priefling: nell'opera di Bartolomeo sono infatti presenti e riportati nel medesimo ordine tutti i miracoli già raccolti nel Liber de miraculis, ma con l'aggiunta di ulteriori episodi. Altri modelli di Bartolomeo sono il Liber de Miraculis di Johannes monachus e l'Exordium Magnum ordinis cistercensis di Corrado di Eberbach, oltre agli scritti dei padri della Chiesa, dei teologi e soprattutto di Gregorio di Tours, Pier Damiani, Gregorio Magno, san Bernardo e Cesario di Heisterbach. Infine Bartolomeo stesso cita come fonte il De principio ordinis fratrum praedicatorum di Giordano di Sassonia.

### Tradizione manoscritta
Per quanto riguarda la tradizione manoscritta, il Liber miraculorum è tramandato - oltre che dal codice di Bologna - anche dal codice VIII.D.10 II (ff. 32r-53v) della Biblioteca nazionale di Napoli, della fine del XIII secolo. Il codice napoletano contiene, oltre al Liber miraculorum, un’introduzione dello stesso Bartolomeo non presente nel manoscritto di Bologna. Anche il codice VII.B.43 della Biblioteca nazionale di Napoli «Vittorio Emanuele III»(XV secolo) contiene alcune narrazioni del Liber miraculorum, ma pare piuttosto una miscellanea di più autori.

## Lettera per la vittoria della flotta imperiale del 3 maggio 1241
Presso la biblioteca dell'Università di Innsbruck si conserva l’unico manoscritto contenente una lettera che Bartolomeo scrisse in occasione di una vittoria della flotta imperiale di Federico II, avvenuta il 3 maggio 1241. Si tratta dell’unica lettera dell’autore che si è conservata. L'epistola si inserisce in un contesto storico preciso, ossia la discesa in Italia dell'imperatore Federico II per combattere i comuni confederati nella Seconda Lega Lombarda. Il 12 agosto 1236 Federico emanò un editto in cui proibiva al vescovo di Trento di infeudare, pignorare o alienare i beni della chiesa. Ciò portò alla fine dell’autorità temporale del vescovo e del principato ecclesiastico tridentino, che fu sostituito da un podestà di nomina imperiale. In questo contesto, il clero tridentino - Bartolomeo compreso - aveva parteggiato per l’imperatore, vista la politica di vessazione del vescovo. La lettera di Bartolomeo è indirizzata ai ghibellini della sua terra d’origine - ai canonici e al vescovo di Bressanone Egnone e ai monaci di Novacella - e racconta con esultanza della vittoria per mare di Federico II e della distruzione a opera dell’imperatore di alcune galee genovesi dirette a Roma per il concilio indetto da Gregorio IX. Dopo l’esaltazione delle vittorie imperiali, Bartolomeo annuncia di avere delle novità sui Tartari, che, occupata ormai quasi tutta la Polonia e l’Ungheria, minacciano Boemia e Sassonia. Si rammarica di non essere vicino ai confratelli in un momento tanto delicato e dice di aver scritto loro affinché essi preghino Dio per la pace nel mondo cristiano.

## Opere incomplete, perdute e spurie
Vengono attribuite a Bartolomeo da Trento una serie di opere minori, purtroppo perdute o giunteci in forma incompleta e lacunosa:
- Chronica epilogata: presso la biblioteca Vaticana è conservato il manoscritto Barbieriano latino 768 (XV secolo), l’unico codice noto della Chronica epilogata, attribuita a Bartolomeo da Trento. L’opera è incompleta, terminando solo dopo poche pagine.
- Acrostici: nell'Epilogus Bartolomeo dichiara di essersi cimentato in acrostici in lode di Dio e della Vergine, di cui fornisce due esempi, costituiti con le iniziali dei salmi. Questi sono i soli acrostici di Bartolomeo conservati, tutti gli altri sono andati perduti.
- Summa theologica: di questo testo attribuito a Bartolomeo conosciamo solo il titolo, Summa theologica adversus sui temporis haereses. Non è noto se l’opera sia andata perduta, se sia stata dimenticata nei secoli o se non sia mai stata scritta.

Altre opere attribuite all'autore sono probabilmente spurie, oppure non sono autonome ma estratti delle due opere principali:
- Chronica tridentina: è stata attribuita a Bartolomeo una cronaca sulla città di Trento, ma oggi si tende a pensare che sia una voce senza fondamento.
- Monografie di pontefici romani: pare che il Chronicon regum, imperatorum et pontificum Romanorum non sia un’opera autonoma, ma una raccolta di estratti dall'Epilogus aventi come tema comune vite di pontefici.

### Edizioni
Liber epilogorum in gesta sanctorum
- Alain Boureau, Les vignes de Bolzano. L'édition de l'«Epilogus» de Barthélémy de Trente sur la Nativité du Seigneur in Contributi alla storia della regione Trentino-Alto Adige. Miscellanea di studi storici per il X anniversario della rivista «Civis» e in onore di L. Menapace per l'80º genetliaco, Trento 1986, pp. 91-104.
- Emore Paoli, Bartolomeo da Trento: Liber epilogorum in gesta sanctorum, Firenze 2001.

Liber miraculorum beatae Marie virginis
Attualmente non è stata ancora prodotta alcuna edizione critica dell'opera.

### Studi
- Bartolomeo da Trento, domenicano e agiografo medievale, a cura di Domenico Gobbi, vol. 2, Trento 1990.
- D. Baraz, Bartolomeo da Trento's Book of Marian Miracles: A New Insight into the Arabic Collections of Marian Legends, «Orientalia christiana periodica, Roma» 60 (1994), pp. 69-85.
- A. Boureau, Barthélémy de Trente et l'invention de la «Legenda nova» in Raccolte di vite di santi dal XIII al XVIII secolo: strutture, messaggi, fruizioni, a cura di Sofia Boesch Gajano, Fasano (Brindisi) 1990, pp. 23-39.
- S. Ceccon, Modalità di «abbreviatio» nell'opera di Bartolomeo di Trento. L'esempio della «vita Sancti Prosdocimi», «Civis. Studi e testi Trento» 20 (1996), pp. 87-101.
- S. Ceccon, Per il «Corpus» delle opere di Bartolomeo da Trento in Florentissima proles Ecclesiae. Miscellanea hagiographica, historica et liturgica, a cura di Domenico Gobbi, Trento 1996, pp. 79-93.
- I Deug-Su, Agiografia locali e tradizioni germaniche nell'Epilogus in Atti dell'Accademia Roveretana degli Agiati 235, (1985) pp. 371-382.
- A. Dondaine, Barthélémy de Trente O.P., «Archivum Fratrum Praedicatorum Roma», 45 (1975), pp. 79-105.
- D. Gobbi, I santi nordici nel «Passionale de sanctis» del domenicano Bartolomeo da Trento in Florentissima proles Ecclesiae, pp. 269-303.
- I. Paltrinieri e G. Sangalli, Un'opera finora sconosciuta: il «Liber miraculorum Beatae Mariae Virginis» di fra' Bartolomeo tridentino, «Salesianum. Periodicum internationale trimestre, Roma» 12 (1950), pp. 372-97.
- E. Paoli, Il «Liber Epilogorum» di Bartolomeo da Trento: edificazione e piacere della scrittura in Tra edificazione e piacere della lettura: le vite dei santi in età medievale a cura di Antonella Degl'Innocenti- Fulvio Ferrari, Trento 1998, pp. 145-80.
- E. Paoli, L'agiografia di fronte a Federico II: il «caso» di Bartolomeo da Trento in Agiografia e strategie politico-religiose. Alcuni esempi da Gregorio Magno al Concilio di Trento a cura di E. Paoli, Spoleto (Perugia) 1997, pp. 125-153.
- L. Sette, Fra Bartolomeo da Trento e alcuni codici a lui attribuiti, «Tridentinum. Rivista mensile di studi scientifici Trento», 8 (1905), pp. 22-39.